# Холодний ресайклінг
Холодний ресайклінг (англ. recycling — вторинна переробка) — процес ремонту і часткової заміни асфальтового покриття автомобільних доріг шляхом зняття або зачищення пошкоджених частин дорожнього покриття механічної переробки та заміни старого дорожнього покриття із додаванням додаткових сумішей для відновлення його властивостей.

### Фізико-хімічні основи процесу
Пошкоджений асфальтовий за допомогою установки зняття покриття і реміксера. Цей бітумний шар розпушується обертовими розпушувачами. Потім до нього додається коригувальна суміш. Готова суміш знову укладається до профілю дороги чи її ділянки. Особливістю методу «ремікс» є те, що весь процес відновлення (зняття, переробки та укладання асфальту) здійснюється за один робочий прохід. Дорожній комбайн поперед себе знімає пошкоджене покриття, за собою залишає нове асфальтове покриття чи замінює його на окремих ділянках дороги.